# 北京人在纽约
《北京人在纽约》是曹桂林的一部描述中华人民共和国居民赴美国移民的小说，起先在《北京电视报》上连载，1991年由中国文联出版公司出版、新华书店发行，1993年获《小说月报》百花奖。属新移民文学初期之作，影响广泛。
1993年，《北京人在纽约》被改编成电视连续剧，由郑晓龙、冯小刚执导，姜文、严晓频、王姬主演，中国中央电视台监制。1993年9月26日，该剧在中国中央电视台一套的黄金剧场中首播。
《北京人在纽约》电视连续剧曾获得1993年度五个一工程奖、第10届中国电视剧飞天奖和第12届大众电视金鹰奖，曾於台湾TVBS頻道、衛视中文台、香港亞洲電视本港台播映(1994-1995)。